# Bényi Ildikó
Bényi Ildikó (Szikszó, 1970. február 26. – 2025. március 11.) magyar műsorvezető, bemondó.

## Életpályája
Szikszón született 1970-ben, Hernádvécsén élt 18 éves koráig. 
Az encsi Váci Mihály Gimnáziumban érettségizett 1988-ban.
Az Eötvös Loránd Tudományegyetemen végzett magyar–orosz szakon 1992-ben, majd elvégezte a Miskolci Egyetem Bölcsészettudományi Karán a magyar nyelv és irodalom szakot. A Magyar Rádió bemondói-műsorvezetői tanfolyamát 1993-ban, a Magyar Televízió műsorvezetői-riporteri tanfolyamát 1995-ben fejezte be. Több éven keresztül tanított az ELTE Tanárképző Főiskolai Karon Magyar Nyelvtudományi Tanszékén helyesírást, beszédművelést, nyelvhelyességet, retorikát. Ezzel párhuzamosan 1993-tól dolgozott a Magyar Televíziónál mint bemondó, majd mint műsorvezető. A nagy sikerű Önök kérték kívánságműsornak a műsorvezetője volt 1997-től 2025-ös haláláig. Először 1997. március 30-án, húsvétkor köszöntötte a nézőket a kívánságműsor háziasszonyaként. Emellett a Magyar Rádióban vezette 1993–1995 között a Szülőföldünk című műsort .
2006 óta a Vöröskereszt és Vörösfélhold Mozgalom erkölcsi támogatója és a Magyar Vöröskereszt humanitárius jószolgálati követe volt.
2010-ben a Miskolci Egyetemen Általános és igazságügyi mediátori, 2017-ben a Nemzeti Közszolgálati Egyetemen közszolgálati protokoll szaktanácsadói diplomát szerzett. Önkéntes elsősegélynyújtó, véradásszervező. 2017-ben a Reformáció 500 nagykövete volt. 
Lánya Tótfalusi Fanni 1997-ben született. Fanni, édesanyját követve, szintén a közmédia műsorvezetője lett.
Az első férjétől elvált, majd a második házasságkötésére 2013 májusában került sor.
2025. március 11-én hosszan tartó betegség után hunyt el rákban. 2025. március 24-én szülőfalujában, a hernádvécsei temetőben helyezték örök nyugalomba, a kérésének megfelelően édesanyja mellé temették.

## Műsorai
- Önök kérték (1997–2025)
- Szülőföldünk
- Hogy volt?!
- Kívánságkosár
- Sírjaik hol domborulnak...
- Volt egyszer egy táncdalfesztivál
- Üzlet Délidőben
- Gyöngyök
- Kárpáti Krónika
- Határátkelő
- Főtér
- Szerencseszombat/Lottósorsolás
- Jónak lenni jó!
- Dankó Rádió
- Dankó Klub
- Jó ebédhez szól a nóta

## Film
2007 – Casting minden (rendező: Tímár Péter)

## Elismerések
- 2007 Kibédi Ervin-oklevél
- 2009 Vöröskeresztes munkáért kitüntetés arany fokozata
- 2010 Hűség a hazához érdemkereszt
- 2011 Aphelandra-díj
- 2014 Szóvivők sajtódíja
- 2017 Magyar Vöröskereszt oklevele
- 2021 Wacha Imre-díj